# Oliarus myoporicola
Oliarus myoporicola är en insektsart som beskrevs av Giffard 1925. Oliarus myoporicola ingår i släktet Oliarus och familjen kilstritar. Inga underarter finns listade i Catalogue of Life.